# Выборы губернатора Пермского края (2020)
Досрочные выборы губернатора прошли в Пермском крае с 11 по 13 сентября 2020 года в единый день голосования. Губернатор избирался сроком на 5 лет.
На 1 июля 2020 года в Пермском крае было зарегистрировано 1 987 120 избирателя, из которых свыше 38 % (758 947) в Перми. Уверенную победу на выборах с 75,69 % голосов одержал Дмитрий Махонин.

## Предшествующие события
С апреля 2012 года должность губернатора занимал Виктор Басаргин. Он был назначен президентом Дмитрием Медведевым, а затем утверждён заксобранием Пермского края на срок 5 лет, до мая 2017 года. 2 мая 2012 года президент России Дмитрий Медведев, президентский срок которого заканчивался, подписал закон, возвращавший 1 июня 2012 года прямые выборы глав регионов.
6 февраля 2017 года Виктор Басаргин объявил о своей отставке. Президент России Владимир Путин назначил исполняющим обязанности губернатора главу департамента экономической политики г. Москвы Максима Решетникова. Были назначены прямые выборы, впервые с 2000 года. На состоявшихся 10 сентября 2017 года выборах губернатора при явке 42,51 % в первом туре победил Решетников, выдвинутый «Единой Россией» (82,06 % голосов).
21 января 2020 года указом президента России Владимира Путина Решетников был назначен на должность министра экономического развития Российской Федерации и досрочно ушёл с должности губернатора. С 21 января по 6 февраля должность оставалась вакантной, и лишь 6 февраля 2020 года президент Путин назначил исполняющим обязанности губернатора Дмитрия Махонина. Объясняя в конце января задержку с назначением врио главы Пермского края, пресс-секретарь президента России Дмитрий Песков сказал, что она связана «с подбором кандидатуры в том числе».

## Избирательная комиссия
Избирательная комиссия края состоит из 14 членов, была сформирована в декабре 2016 года на 5 лет. Председатель избирательной комиссии — Игорь Вагин (руководит с 2013 года, переизбран в декабре 2016 года).

## Выдвижение и регистрация кандидатов
В апреле 2019 года научно-экспертный совет при ЦИК России рекомендовал регионам разрешить самовыдвижение кандидатов на губернаторских выборах. В марте-апреле 2020 года избирательная комиссия Пермского края внесла инициативу в заксобрание, а депутата парламента приняли поправки в закон «О выборах губернатора Пермского края». Среди множества изменений, направленных на гармонизацию регионального законодательства о выборах с федеральными, были приняты изменения, допускающие участие самовыдвиженцев

### Муниципальный фильтр
В Пермском крае кандидаты должны собрать подписи 6 % муниципальных депутатов и глав муниципальных образований, избранных на прямых выборах. Среди них должны быть подписи депутатов районных и городских советов и (или) глав районов и городских округов в количестве 6 % от их общего числа. Кроме того, кандидат должен получить подписи не менее чем в трёх четвертях районов и городских округов, то есть в 35 из 46.
1 июня 2020 года избирательная комиссия опубликовала расчёт числа подписей. Каждый кандидат должен был собрать подписи от 102 до 107 депутатов всех уровней и избранных глав муниципальных образований, из которых от 50 до 52 — депутатов райсоветов и советов городских округов и избранных глав районов и городских округов не менее чем в 35 муниципалитетах Пермского края.
|                                                              | Количество | Доля | Муниципальные образования                                                                                       | Территориальные требования                        |
| ------------------------------------------------------------ | ---------- | ---- | --- | ------------------------------------------------- |
| Депутаты и (или) избранные главы муниципальных образований   | 102-107    | 6 %  | 26 городских округов, 17 муниципальных округов, 3 муниципальных района, сельские поселения                      | —                                                 |
| Депутаты и (или) избранные главы районов и городских округов | 50-52      | 6 %  | 26 городских округов, 17 муниципальных округов, 3 муниципальных района (Кунгурский, Пермский, Большесосновский) | в 35 из 46 административных единиц второго уровня |

Кандидаты-самовыдвиженцы должны предоставить в комиссию подписи в количестве 1 % от общего числа избирателей, то есть порядка 20 тысяч. В 2020 году в Пермском крае впервые разрешено собрать до 25% подписей через портал «Госуслуги». Из сданных подписей проверке подлежат 20% или 3 999 подписей, их отбирают случайным образом. Собранные через «Госуслуги» подписи не проверяют.
Каждый кандидат при регистрации должен представить список из трёх человек, один из которых, в случае избрания кандидата, станет представителем правительства региона в Совете Федерации.

## Кандидаты

### Выдвижение
К 6 июля в Пермском крае завершился период выдвижения кандидатов на выборы главы региона. Документы на выдвижение представили восемь человек: врио губернатора Пермского края Дмитрий Махонин (самовыдвиженец), учредитель холдинга «Сатурн-Р» Александр Репин («Справедливая Россия»), руководитель фракции ЛДПР в краевом парламенте Олег Постников, первый секретарь крайкома КПРФ Ксения Айтакова и экс-директор ОАО «Пемос-Хенкель» Евгений Козлов («Патриоты России»), исполнительный директор ФГУП «Машиностроительный завод им. Ф. Э. Дзержинского» Павел Панков (самовыдвиженец), предприниматели Андрей Михеев («Российский объединенный трудовой фронт») и Филипп Чернышев (самовыдвижение).
Также о желании поучаствовать в выборах заявляли бывший депутат Госдумы Павел Анохин и член генерального совета «Партии Роста» Антон Любич, но выдвигаться не стали. Антон Любич объяснял отказ от выдвижения минимальными шансами на прохождение муниципального фильтра.
Уже после выдвижения Андрея Михеева партия «РОТ Фронт» была ликвидирована Верховным судом Российской Федерации, что не позволило кандидату принять участие в выборах.
29 июля избирательная комиссия Пермского края завершила приём документов на регистрацию кандидатов. К этому моменту документы предоставили пять из восьми претендентов: Дмитрий Махонин, Евгений Козлов, Олег Постников, Ксения Айтакова и Александр Репин. Кандидаты-самовыдвиженцы Павел Панков и Филипп Чернышев не предоставили в избирательную комиссию подписи в свою поддержку, вследствие чего им было отказано в регистрации.
31 июля стало известно, что в ходе последовавшей проверки подписей муниципальных депутатов у Александра Репина были выявлено «задвоение»: он сдал для прохождения муниципального фильтра 107 подписей по 37 территориям края, но потерял шесть подписей и столько же муниципальных образований, так как на подписях отданных за Махонина дата оказалась более ранней. Вследствие этого Репину не хватило одной подписи для прохождения муниципального фильтра и в регистрации ему было отказано.
Таким образом, до выборов было допущено четыре кандидата.
| Кандидат        | Возраст              | Должность (на момент выдвижения)                                               | Субъект выдвижения  | Статус                                                                              | Кандидаты в Совет Федерации |
| --------------- | -------------------- | ------------------------------------------------------------------------------ | ------------------- | ----------------------------------------------------------------------------------- | --- |
| Ксения Айтакова | 43 года (1.03.1982)  | помощник депутата заксобрания Пермского края Владимира Комоедова               | КПРФ                | зарегистрирована                                                                    | Владимир Комоедов, вице-спикер заксобрания Пермского края Владимир Чулошников, депутат заксобрания Пермского края Геннадий Сторожев, депутат Пермской гордумы                  |
| Евгений Козлов  | 71 год (12.06.1954)  | пенсионер, бывший директор ОАО «Пемос-Хенкель»                                 | Патриоты России     | зарегистрирован                                                                     | Вячеслав Тюрин, член комитета пермского отделения ПР Андрей Козлов, член комитета пермского отделения ПР Кирилл Няшин, член бюро пермского отделения ПР                        |
| Дмитрий Махонин | 42 года (18.10.1982) | временно исполняющий обязанности губернатора Пермского края                    | Самовыдвижение      | зарегистрирован                                                                     | Андрей Климов, член Совета Федерации Алексей Андреев, советник губернатора по промышленности, владелец ПАО ПНППК Ирина Корюкина, ректор ПГМУ                                   |
| Андрей Михеев   | 57 лет (26.03.1968)  | пенсионер                                                                      | РОТ Фронт           | отказ в регистрации в связи с ликвидацией партии «РОТ Фронт»                        | — |
| Павел Панков    | 55 лет (13.06.1970)  | исполнительный директор ФГУП «Машиностроительный завод им. Ф. Э. Дзержинского» | Самовыдвижение      | отказ в регистрации подписи не предоставил                                          | — |
| Олег Постников  | 59 лет (02.08.1965)  | депутат заксобрания Пермского края                                             | ЛДПР                | зарегистрирован                                                                     | Алексей Золотарев, вице-спикер заксобрания Пермского края Андрей Захаров, депутат думы Чусовского городского округа Андрей Филатов, депутат думы Чайковского городского округа |
| Александр Репин | 69 лет (01.11.1955)  | генеральный директор ООО «Сатурн-Р»                                            | Справедливая Россия | отказ в регистрации собрано 107 подписей по 37 территориям, аннулировано 6 подписей | — |
| Филипп Чернышев | 52 года (30.04.1973) | директор ООО «Статус-кво»                                                      | Самовыдвижение      | отказ в регистрации подписи не предоставил                                          | — |

### Зарегистрированные
| Кандидат, субъект выдвижения   | Кандидат, субъект выдвижения | Кандидат, субъект выдвижения | Политические должности | Дата регистрации |
| ------------------------------ | ---------------------------- | ---------------------------- | --- | ---------------- |
| Ксения Айтакова КПРФ           |                              |                              | Депутат Законодательного собрания Пермского края (2011–2016) Первый секретарь Пермского краевого комитета «КПРФ» (с 2017) | 31 июля 2020     |
| Евгений Козлов Патриоты России |                              |                              | Депутат городского совета города Перми Зампред пермского отделения партии Патриоты России                                 | 31 июля 2020     |
| Дмитрий Махонин Самовыдвижение |                              |                              | Руководитель Управления ФАС России по Пермскому краю (2008—2020) ВрИО губернатора Пермского края (с 2020)                 | 31 июля 2020     |
| Олег Постников ЛДПР            |                              |                              | Депутат Законодательного собрания Пермского края (с 2016) Руководитель Фракции ЛДПР                                       | 31 июля 2020     |

## Результаты
16 сентября Избирательная комиссия Пермского края подвела окончательные результаты выборов. Губернатором избран Дмитрий Махонин.
| Место                                    | Место                                    | Кандидат                                 | Партия                                   | Голосов   | %       |
| ---------------------------------------- | ---------------------------------------- | ---------------------------------------- | ---------------------------------------- | --------- | ------- |
|                                          | 1.                                       | Дмитрий Махонин                          | Самовыдвижение                           | 540 323   | 75,69 % |
|                                          | 2.                                       | Ксения Айтакова                          | КПРФ                                     | 97 284    | 13,63 % |
|                                          | 3.                                       | Олег Постников                           | ЛДПР                                     | 40 437    | 5,66 %  |
|                                          | 4.                                       | Евгений Козлов                           | Патриоты России                          | 16 743    | 2,35 %  |
|                                          |                                          |                                          |                                          |           |         |
| Действительных бюллетеней                | Действительных бюллетеней                | Действительных бюллетеней                | Действительных бюллетеней                | 694 787   | 97,33 % |
| Недействительных бюллетеней              | Недействительных бюллетеней              | Недействительных бюллетеней              | Недействительных бюллетеней              | 19 037    | 2,67 %  |
| Всего                                    | Всего                                    | Всего                                    | Всего                                    | 713 824   | 100 %   |
|                                          |                                          |                                          |                                          |           |         |
| Число бюллетеней, выданных досрочно      | Число бюллетеней, выданных досрочно      | Число бюллетеней, выданных досрочно      | Число бюллетеней, выданных досрочно      | 465 929   | 65,19 % |
| Число бюллетеней, выданных на участке    | Число бюллетеней, выданных на участке    | Число бюллетеней, выданных на участке    | Число бюллетеней, выданных на участке    | 212 080   | 29,67 % |
| Число бюллетеней, выданных вне помещения | Число бюллетеней, выданных вне помещения | Число бюллетеней, выданных вне помещения | Число бюллетеней, выданных вне помещения | 36 688    | 5,13 %  |
|                                          |                                          |                                          |                                          |           |         |
| Явка                                     | Явка                                     | Явка                                     | Явка                                     | 714 697   | 35,76 % |
| Число избирателей                        | Число избирателей                        | Число избирателей                        | Число избирателей                        | 1 998 467 | 100 %   |

## Уголовное дело
Следственный комитет возбудил дело по ст. 142.1 УК о фальсификациях итогов голосования, которые увеличили явку на семи избирательных участках в Свердловском районе Перми.